# Axel van der Tuuk
Axel van der Tuuk (Assen, 25 maggio 2001) è un ciclista su strada olandese che corre per il team Euskaltel-Euskadi.

## Biografia
È il fratello minore del ciclista Danny van der Tuuk.

## Palmarès
- 2018 (Juniores)

E3 Harelbeke Junioren
3ª tappa Coupe du Président de la Ville de Grudziądz (Płużnica > Lisewo)
Campionati olandesi, Prova a cronometro Junior
1ª tappa Ronde des Vallées (Allineuc > Allineuc)
- 2019 (Juniores)

Campionati olandesi, Prova in linea Junior
2ª tappa, 1ª semitappa Ronde des Vallées (Saint-Caradec > Hémonstoir, cronometro)
- 2022 (Metec-Solarwatt p/b Mantel, una vittoria)

Campionati olandesi, Prova a cronometro Under-23
- 2023 (Metec-Solarwatt p/b Mantel, una vittoria)

3ª tappa, 1ª semitappa Flanders Tomorrow Tour (Koksijde > Wulpen, cronometro)
- 2025 (Metec-Solarwatt p/b Mantel, una vittoria)

4ª tappa Olympia's Tour (Zwolle > Zwolle)

### Altri successi
- 2018 (Juniores)

1ª tappa Tour du Pays de Vaud (Losanna > Losanna, cronosquadre)
- 2022 (Metec-Solarwatt p/b Mantel)

1ª tappa Tour de l'Avenir (La Roche-sur-Yon > La Roche-sur-Yon, cronosquadre)
- 2024 (Metec-Solarwatt p/b Mantel)

Ronde van Usquert
Ronde van Noordeloos
Classifica scalatori Giro di Croazia
- 2025 (Metec-Solarwatt p/b Mantel)

Classifica a punti Olympia's Tour

## Piazzamenti

### Competizioni mondiali
- Campionati mondiali

Innsbruck 2018 - In linea Junior: 76º
Yorkshire 2019 - In linea Junior: ritirato
Wollongong 2022 - Cronometro Under-23: 24º
Wollongong 2022 - In linea Under-23: ritirato

### Competizioni europee
- Campionati europei

Zlín 2018 - Cronometro Junior: 11º
Alkmaar 2019 - In linea Junior: 30º
Anadia 2022 - Cronometro Under-23: 14º
Anadia 2022 - In linea Under-23: 84º
Drenthe 2023 - Cronometro Under-23: 8º